# Gentiana beamanii
Gentiana beamanii är en gentianaväxtart som beskrevs av J.S. Pringle. Gentiana beamanii ingår i släktet gentianor, och familjen gentianaväxter. Inga underarter finns listade i Catalogue of Life.